# Bo Beskow (jurist)
Bo Gunnar Beskow, född den 6 oktober 1908 i Lund, död den 21 april 2000 i Stockholm, var en svensk jurist. Han var son till Gunnar Beskow och måg till Thorolf Hedborg.
Beskow avlade studentexamen i Malmö 1927 och avlade juris kandidatexamen vid Lunds universitet 1932. Han genomförde tingstjänstgöring 1932–1935. Beskow blev extra fiskal vid Göta hovrätt 1935, assessor 1944, hovrättsråd 1948, tillförordnad revisionssekreterare 1949 och lagman 1961. Han var häradshövding i Södertörns domsaga 1961–1970 och lagman i Södertörns tingsrätt 1971–1975. Beskow biträdde i Justitiedepartementet 1936, i Livsmedelskommissionen 1941–1942, var sekreterare i 1944 års trafikförfattningssakkunniga 1944–1949, kanslichef i Likvidationsnämnden 1950–1956 samt expert i delegationen för atomenergifrågor 1957–1958 och i atomskadeutredningen 1958–1962. Han blev riddare av Nordstjärneorden 1952 och kommendör av samma orden 1966.